# MDB Tools
MDB Toolsプロジェクトは、マイクロソフトのプロプライエタリソフトウェアであるMicrosoft Jet Database Engine バージョン 3、4、5のデータベース形式（Microsoft Accessで使用）のファイルを操作するためのソフトウェアライブラリとユーティリティを開発するオープンソース プロジェクトである。
バージョン0.7が2012年6月にリリースされた。 Jet 5はgithubマスターブランチでのみ利用可能となっている。
MDB Toolsには、LinuxでMDBデータベースを表示するためのデスクトップツールであるGnome MDB Viewer（gmdb2）が含まれる。 ビジュアルデータベースアプリケーション作成者であるKexi は、MDBデータベースのインポートにMDB Toolsを使用している。 Mac OS Xには、MDB Explorer、MDB Viewer、MDBLiteという3つプロプライエタリアプリケーションがあり、MDB Toolsライブラリにグラフィカルなフロントエンドも提供している。
Jackcessという名前のMDB ToolsライブラリのJavaへのポートがある。 Jackcessは、Access 2000以降への書き込みを追加でサポートするが、Access 97向けには読み取り専用のみである。 2020年現在、活発に開発が継続されている。
UCanAccessは、オープンソースの純粋なJava JDBC Driver実装であり、Java開発者とjdbcクライアントプログラムがMDBファイルとACCDBファイルを読み書きできるようにする。